# Bonita Friedericy
Bonita Friedericy (Charlottesville, 10 oktober 1961) is een Amerikaanse actrice.

## Biografie
Friedericy werd geboren in Charlottesville en werkte dertien jaar als lerares voordat zij een acteercarrière opbouwde. In de jaren negentig begon zij als actrice in het theater. Zij is getrouwd met acteur John Billingsley.
Friedericy begon in 1998 met acteren in de televisieserie Mad About You, waarna zij nog meerdere rollen speelde in televisieseries en films. Zij is vooral bekend van haar rol als Diane Beckman in de televisieserie Chuck, waarin zij in 78 afleveringen speelde (2007-2012).

## Filmografie

### Films
Selectie:
- 2012: The Lords of Salem - als Abigail Hennessey
- 2011: Paranormal Activity 3 - als Dorothy Wolfe
- 2010: Percy Jackson & the Olympians: The Lightning Thief - als hysterische vrouw
- 2009: Miss March - als serveerster in diner
- 2007: Next - als caissière
- 2006: Stay - als moeder / worstelaar
- 2004: Christmas with the Kranks - als Jude Becker
- 2003: House of Sand and Fog - als hotelmanager

### Televisieseries
Uitgezonderd eenmalige gastrollen.
- 2022: A Friend of the Family - als zuster Ramona - 2 afl.
- 2021-2022: Chicago Med - als Terri Hammer - 6 afl.
- 2021: Puppy Place - als Phoebe - 2 afl.
- 2019-2021: Dwight in Shining Armor - als Nana - 17 afl.
- 2018: Video Palace - als Bets Mueller - 2 afl.
- 2016-2017: Preacher - als Terri Loach - 6 afl.
- 2015-2016: Impastor - als Hilva Schmidt - 6 afl.
- 2016: The Friendless Five - als agente Huerta - 3 afl.
- 2016: American Crime Story - als Patti Goldman - 2 afl.
- 2015: How to Get Away with Murder - als Sandra Guthrie - 2 afl.
- 2007-2012: Chuck - als Diane Beckman - 78 afl.
- 2010: Twentysixmiles - als zuster Consuela - 3 afl.
- 2008: The Starter Wife - als Anthea - 3 afl.
- 2008: My Name Is Earl - als Ruth - 2 afl.
- 2006: The Nine - als Mary Foote - 3 afl.
- 2004-2006: The West Wing - als Gail Addison - 2 afl.
- 1999: Buffy the Vampire Slayer - als mrs. Finkle - 2 afl.

### Computerspellen
- 2017: Wolfenstein II: The New Colossus - als Caroline Becker
- 2014: Wolfenstein: The New Order - als Caroline Becker
- 2001: Emergency Room: Code Red - als verpleegster Nancy
- 2000: Code Blue - als Kristy Adams

- Library of Congress Control Number: no2008180682
- Virtual International Authority File: 26896140
- WorldCat: E39PBJfRDdBfG8vjmH8VtkRHYP